# Maison Busteed
La maison Busteed ou Bordeaux House est un bâtiment qui fût construit vers 1800. Elle est située dans la communauté micmaque de Listuguj, dans la région administrative de Gaspésie-Île-de-la-Madeleine. Elle fut classée immeuble patrimonial au Registre du patrimoine culturel par le Ministère de la Culture et des Communications du Québec le 9 octobre 1987.

## Historique
La maison Busteed fut construite vers 1800 par Thomas Busteed, un immigrant irlandais, quelques années après son installation dans la région. Aujourd'hui, cette maison est la plus vieille maison de la Gaspésie toujours existante.
La maison a été classée au Registre du patrimoine culturel du Québec le 9 octobre 1987 pour sa valeur historique ainsi que sa valeur architecturale. Les descendants de Thomas Busteed ont habité dans la maison jusqu'en 2009, date à laquelle la maison a été rachetée par le gouvernement canadien. En 2012, le bâtiment est cédé à la communauté micmaque de Listuguj. Un incendie détruit la maison au printemps 2020.

## Architecture
La maison Busteed comporte des éléments typiques de l'architecture britannique, par exemple :
- La symétrie de la maison, particulièrement le placement des ouvertures ;
- La charpente du toit à deux versants ;
- La distribution des pièces autour d'une cheminée centrale[7].